# رخصة علم اللاهوت
الإجازة في اللاهوت (بالإنجليزية: Licentiate of Theology)‏ هي درجة علمية في اللاهوت مُنحت في كندا ومنحت سابقًا في المملكة المتحدة وأستراليا ونيوزيلندا. الدرجة هي شهادة الدراسات العليا في اللاهوت المقدس لمدة عامين والمتاحة من الجامعات البابوية.

## المملكة المتحدة
كان الترخيص في اللاهوت أحد دورتين (الأخرى هي دورة درجة البكالوريوس في الآداب) قدمتها جامعة درم عند افتتاحها عام 1833 ومنحت لأول مرة في عام 1834. تطلبت اجتياز امتحان أكاديمي وشهادة على الشخصية الأخلاقية للمرشح. كان طول الدورة التدريبية في البداية قياسيًا مدته سنتان، وقلصت إلى عام واحد لخريجي أكسفورد وكامبريدج (وبعد فترة وجيزة لخريجي دورهام) رفع هذا إلى ثلاث سنوات في الفترة من 1841 إلى 1846 ولكن هذا أدى إلى انخفاض خطير في الأعداد وعاد إلى عامين من عام 1846. شُغل بأشكال مختلفة بما في ذلك تقديمه بمرتبة الشرف من عام 1864 إلى 1907 (عندما تم إنشاء دورة الشرف في اللاهوت المؤدية إلى درجة البكالوريوس). في الوقت نفسه. أفتتحت الدرجة للطلاب في الكليات اللاهوتية الأنجليكانية التابعة لدورهام دون الحاجة إلى الإقامة في الجامعة (بعد اجتيازها يمكنهم الحصول على درجة البكالوريوس بعد عام في الإقامة في درهم واجتياز الاختبارات المطلوبة) من عام 1918 كان LTh متاحًا فقط للطلاب في هذه الكليات التابعة ولم يتم تقديمه في دورهام. ألغي في عام 1949. الجوائز المشتركة التي صدق عليها دورهام وقدمت لجميع مراسيم كنيسة إنجلترا منذ عام 2014 بالإضافة إلى الوزراء المتدربين من الكنائس الميثودية والمعمدانية والإصلاحية المتحدة تشمل مجموعة متنوعة من المؤهلات العلمية وغير العلمية. ومع ذلك فإن هذه تتبع اصطلاحات التسمية الخاصة بإطار مؤهلات التعليم العالي ولا تتضمن ترخيصًا في علم اللاهوت. منحت كلية سانت ديفيد لامبيتر إجازة في اللاهوت (LD) من 1884 إلى ج. 1940. قدمت LTh في عام 1971 وكان مخصصًا لمراسيم الخريجين وكان معادلاً للسنة الأخيرة من درجة البكالوريوس. لا تزال جامعة ويلز، ترينيتي سانت ديفيد تقدم الدورة (وهي المؤسسة التي خلفت كلية سانت ديفيد) ولكنها الآن دبلوم الدراسات العليا في الكتاب المقدس واللاهوت بما يتماشى مع إطار مؤهلات التعليم العالي. استبدلت كلية سانت جون نوتنغهام وكلية لندن اللاهوتية سابقًا زميلها في دبلوم كلية لندن اللاهوتية بإجازة في دبلوم اللاهوت عندما انتقلت إلى نوتنغهام في عام 1971. أُغلقت الكلية في عام 2019. عرضت جامعة أبردين ترخيصًا في اللاهوت حتى عام 2002 عندما سحبت بسبب قرار كنيسة اسكتلندا عدم الاعتراف بالشهادة.

## نيوزيلاندا
في نيوزيلندا يقدم دبلوم الإجازة في اللاهوت من كلية سانت جون أوكلاند من عام 1951. نقل الدورة إلى المعهد المسكوني للدراسات اللاهوتية عن بعد عندما افتتح في عام 1993 حيث تم تقديمه حتى إغلاق المعهد في عام 2015.

## كندا
في كندا يقدم المرخصين في اللاهوت من قبل كلية هورون الجامعية وكلية إيمانويل وسانت تشاد وكلية ترينيتي وتورنتو وكلية مونتريال ديوسيسان اللاهوتية.